# Steve Leo Beleck
Steve Leo Beleck A'Beka (Yaoundé, 10 febbraio 1993) è un calciatore camerunese, attaccante del Portalban/Gletterens.

## Caratteristiche tecniche
È un attaccante centrale, ma può giocare anche a destra. Ha un fisico possente, ma abbina anche velocità e tecnica.

## Carriera

### Club

#### Gli inizi in Grecia
Ha iniziato la carriera nei greci del Panthrakikos, con cui ha esordito in prima squadra nella stagione 2009-2010, giocando 13 partite e segnando 5 gol nel campionato 2009-2010.

#### Udinese e prestiti
Il 23 luglio 2010 firma per l'Udinese.
Non riuscendo a trovare spazio nella formazione bianconera (se non nella Primavera con la quale segna 7 reti) il 27 giugno 2011 viene ufficializzato il suo passaggio in prestito all'AEK Atene. In Grecia disputa una discreta stagione, con 25 presenze e 5 reti.
Tornato all'Udinese, il 31 luglio 2012 si trasferisce, nuovamente in prestito, al Watford. Con gli Hornets disputa solo cinque partite in campionato (di cui solo una da titolare) e una presenza in Coppa di Lega, prima di andare in prestito allo Stevenage il 4 gennaio 2013.
Il 20 agosto 2013 viene ceduto, sempre in prestito, al club belga del Mons.

#### Il passaggio alla Fiorentina
Il 19 giugno 2014 passa alla Fiorentina a titolo definitivo nell'affare che porta al riscatto della seconda metà di Juan Cuadrado da parte della squadra gigliata.

#### Prestiti a Crotone, Mantova, Cluj ed Umraniyespor
Il 1º settembre 2014 passa in prestito al Crotone.
Il 29 gennaio 2015 interrompe in anticipo il prestito al Crotone per passare, sempre in prestito, al Mantova. Il 9 luglio 2015 si trasferisce sempre in prestito al Cluj. Il 29 agosto 2016 passa, sempre a titolo temporaneo, all'Umraniyespor.

## Statistiche

### Presenze e reti nei club
Statistiche aggiornate al 15 dicembre 2019.
| Stagione             | Squadra              | Campionato           | Campionato | Campionato | Coppe nazionali | Coppe nazionali | Coppe nazionali | Coppe continentali | Coppe continentali | Coppe continentali | Altre coppe | Altre coppe | Altre coppe | Totale | Totale |
| Stagione             | Squadra              | Comp                 | Pres       | Reti       | Comp            | Pres            | Reti            | Comp               | Pres               | Reti               | Comp        | Pres        | Reti        | Pres   | Reti   |
| -------------------- | -------------------- | -------------------- | ---------- | ---------- | --------------- | --------------- | --------------- | ------------------ | ------------------ | ------------------ | ----------- | ----------- | ----------- | ------ | ------ |
| 2009-2010            | Panthrakikos         | SL                   | 13         | 5          | CG              | 0               | 0               | -                  | -                  | -                  | -           | -           | -           | 13     | 5      |
| 2010-2011            | Udinese              | A                    | 0          | 0          | CI              | 0               | 0               | -                  | -                  | -                  | -           | -           | -           | 0      | 0      |
| 2011-2012            | AEK Atene            | SL                   | 25+2       | 5          | CG              | 2               | 1               | UEL                | 7                  | 0                  | -           | -           | -           | 36     | 6      |
| 2012-gen. 2013       | Watford              | FLC                  | 5          | 0          | FACup+CdL       | 0+1             | 0               | -                  | -                  | -                  | -           | -           | -           | 6      | 0      |
| gen.-giu. 2013       | Stevenage            | FL1                  | 13         | 0          | FACup+CdL       | -               | -               | -                  | -                  | -                  | FLT         | -           | -           | 13     | 0      |
| 2013-gen. 2014       | Mons                 | D1                   | 7          | 1          | CB              | 0               | 0               | -                  | -                  | -                  | -           | -           | -           | 7      | 1      |
| gen.-giu. 2014       | Udinese              | A                    | 0          | 0          | CI              | 0               | 0               | -                  | -                  | -                  | -           | -           | -           | 0      | 0      |
| Totale Udinese       | Totale Udinese       | Totale Udinese       | 0          | 0          |                 | 0               | 0               |                    | -                  | -                  |             | -           | -           | 0      | 0      |
| lug.-ago. 2014       | Fiorentina           | A                    | 0          | 0          |                 | -               | -               | -                  | -                  | -                  | -           | -           | -           | 0      | 0      |
| sett. 2014-gen. 2015 | Crotone              | B                    | 12         | 1          | CI              | -               | -               | -                  | -                  | -                  | -           | -           | -           | 12     | 1      |
| gen.-giu. 2015       | Mantova              | LP                   | 11         | 2          | CI-LP           | -               | -               | -                  | -                  | -                  | -           | -           | -           | 11     | 2      |
| 2015-2016            | Cluj                 | Liga I               | 19         | 2          | CR+CdL          | 3+2             | 2+0             | -                  | -                  | -                  | -           | -           | -           | 24     | 4      |
| 2016-2017            | Ümraniye             | TFF 1. Lig           | 30         | 5          | TK              | 5               | 0               | -                  | -                  | -                  | -           | -           | -           | 35     | 7      |
| 2017-2018            | Balıkesirspor        | TFF 1. Lig           | 6          | 0          | TK              | 1               | 0               | -                  | -                  | -                  | -           | -           | -           | 7      | 0      |
| 2018-2019            | Balıkesirspor        | TFF 1. Lig           | 25         | 5          | TK              | 5               | 4               | -                  | -                  | -                  | -           | -           | -           | 30     | 9      |
| Totale Balıkesirspor | Totale Balıkesirspor | Totale Balıkesirspor | 31         | 5          |                 | 6               | 4               |                    | -                  | -                  |             | -           | -           | 37     | 9      |
| 2019-2020            | Rieti                | C                    | 15         | 2          | CI-LP           | -               | -               | -                  | -                  | -                  | -           | -           | -           | 15     | 2      |
| Totale carriera      | Totale carriera      | Totale carriera      | 182        | 28         |                 | 17              | 7               |                    | 7                  | 0                  |             | -           | -           | 206    | 35     |

## Palmares

### Club

#### Competizioni nazionali
- Coppa di Romania: 1

CFR Cluj: 2015-2016